# 宮本清一
宮本 清一（みやもと きよかず、1896年（明治29年）4月8日 - 1986年（昭和61年）5月28日）は、大日本帝国陸軍軍人。最終階級は陸軍少将。功四級。

## 経歴
1896年（明治29年）に三重県で生まれた。陸軍士官学校第29期、陸軍大学校第37期卒業。1939年（昭和14年）1月31日に陸軍習志野学校研究部主事に就任して3月9日に陸軍砲兵大佐に進級し、4月6日に兼陸軍大学校教官となった。同年10月27日に免兼となり、1940年（昭和15年）12月に関東軍化学部長に就任した。
1943年（昭和18年）1月18日に第22師団参謀長（支那派遣軍・第23軍）に就任し、中国戦線に出動。同年3月1日に陸軍少将に進級し、1944年（昭和19年）12月11日に化兵監兼大本営陸軍幕僚附に就任。ガス防護などの研究を統括し、終戦を迎えた。
1947年（昭和22年）11月28日、公職追放仮指定を受けた。